# San Juan Quiotepec (kommun)
San Juan Quiotepec är en kommun i Mexiko.   Den ligger i delstaten Oaxaca, i den sydöstra delen av landet, 300 km sydost om huvudstaden Mexico City.
Följande samhällen finns i San Juan Quiotepec:
- San Juan Quiotepec
- Maninaltepec